# Sedem smrtnih grehov
Sedem smrtnih grehov tudi  sedem glavnih grehov je v krščanstvu stara razvrstitev sedmih človeških lastnosti, ki veljajo za smrtne grehe in potemtakem pomenijo za posameznika pogubo, če v njih vztraja in se jih ne pokesa. Sedem smrtnih grehov so že zgodnji kristjani navajali svojim učencem, v 14. stoletju pa so postali tudi priljubljena tematika evropskih umetnikov. Sedem smrtnih grehov je ljudsko in zatorej nepravilno poimenovanje; pravilen teološki pojem je sedem glavnih grehov.

## Sedem glavnih grehov
Sedem smrtnih grehov, kot jih je navedel v 6. stoletju papež Gregor Veliki, kasneje pa tudi Dante Alighieri v Božanski komediji:
1. Superbia: napuh
2. Avaritia: pohlep
3. Luxuria: pohota (nečistost, strast, poželenje)
4. Ira: jeza
5. Gula: požrešnost
6. Invidia: zavist
7. Acedia: lenoba

Začetnice latinskih izrazov dajejo besedo SALIGIA.

## Povezave z demoni
Leta 1589 je Peter Binsfeld vsakega od smrtnih grehov povezal z demonom, ki so skušali ljudi vsak z njemu pripisanem grehu. Po Binsfeldovi klasifikaciji demonov so pari naslednji:
- Lucifer: napuh (superbia)
- Mamon: pohlep (avaritia)
- Asmodej: pohota (luxuria)
- Leviatan: zavist (invidia)
- Belcebub: požrešnost (gula ali gullia)
- Satan/Amon: jeza (ira)
- Belfegor: lenoba (acedia)

Greh povzročajo tudi drugi demoni: npr. Lilit in njeno potomstvo, inkubi in sukubi.

## Sedem vrlin
Sedmim glavnim grehom stoji nasproti sedem krščanskih vrlin, ki se delijo na tri teološke vrline (vera, Upanje, ljubezen) in štiri kardinalne vrline (razumnost, pravičnost, pogum, zmernost).